# كريستوفر غوردون
كريستوفر غوردون (بالإنجليزية: Christopher Gordon) هو لاعب إسكواش أمريكي، ولد في 17 يوليو 1986 في نيويورك في الولايات المتحدة.

## وصلات خارجية
- كريستوفر غوردون على موقع الاتحاد الدولي لمحترفي الاسكواش (مؤرشف) (الإنجليزية)
- كريستوفر غوردون على موقع SquashInfo.com (الإنجليزية)
- كريستوفر غوردون على موقع الجمعية الدولية للألعاب العالمية (الإنجليزية)